# Відцентрово-ударний млин
Відцентрово-ударний млин — різновид млина.
Відцентрово-ударні млини застосовують для дроблення і подрібнення крихких рудних і нерудних матеріалів. Міцність і абразивність матеріалу може бути дуже високою і не є обмеженням на застосування, а ось наявність виражених в'язко-пружних властивостей матеріалу робить подрібнення малоефективним. Без спеціальних умов і технічних рішень застосування млинів можливе тільки для пожежовибухобезпечних матеріалів. Максимальна крупність живлення (вихідного матеріалу, що завантажується в млин) до 40 мм. Крупність готового і продуктивність залежить від завдання і властивостей матеріалу. Наприклад, для гіпсу розміром 0-200 мкм не менше 90 % продуктивність досягає 20 т / год.

## Принцип дії

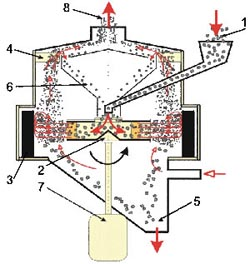
Принципова схема відцентрово-ударного млина

Відцентрово-ударна млин за принципом роботи копіює відцентрово-ударну дробарку. Матеріал подається через завантажувальний пристрій (патрубок) 1 (на рис.) в обертовий прискорювач млина 2, в якому матеріал розкручується двигуном 7 і під дією відцентрової сили викидається з прискорювача в камеру подрібнення. Розігнані шматки матеріалу в камері подрібнення стикаються з відбійними плитами 3 і шматками матеріалу, що відбилися від відбійних плит раніше. Зіткнення шматків між собою і з відбійними плитами відбувається з великою швидкістю, істотно більшою критичною швидкості руйнування матеріалу, що призводить до руйнування шматків. Цей принцип можна назвати «вільним ударом», при якому шматки руйнуються переважно по площинах спайності мінералів і межах зростання мінералів, а також тріщинам в породі. Камера подрібнення продувається транспортним вентилятором, повітряний потік якого захоплює частки дрібніше верхнього критичного розміру і забирає з собою у верхню частину млина, яка являє собою класифікатор. Шматки крупніше верхнього критичного розміру під дією сили тяжіння опускаються вниз 5, і вивантажуються з млина. Вони вимагають повторного подрібнення і елеватором подаються разом з вихідним живленням у завантажувальний патрубок млина 1. У класифікаторі лопатки 4, встановлені під заданим кутом, формують закручений висхідний потік, який потрапляючи в камеру класифікатора великого обсягу втрачає швидкість і підйомну силу, тому з потоку випадають частки крупніше нижнього критичного розміру 6. Ці частинки збираються на конусі та по матеріалопроводу всередині млина подаються самопливом в прискорювач 2 на повторне подрібнення. З класифікатора потік виносить частки потрібної крупності — готовий продукт 8. Далі пилоповітряна суміш потрапляє в циклони, звідки частки вивантажуються в бункер, а повітря повертається в млин. Для забезпечення очищення повітря від тонких фракцій і підтримки установки під негативним надлишковим тиском використовується система аспірації на основі рукавного фільтра.

## Особливості роботи
- Руйнування «вільним ударом» веде до утворення подрібнених зерен правильної форми (близькою до форми кристалів), тобто для волокнистих і голчастих матеріалів зберігається мікроформа зерен — волокна і голки, а для більшості інших матеріалів подрібнені зерна мають форму близьку до кубовидної, а не пластинки і лусочки, як при подрібненні роздавлюванням, ударним роздавлюванням і стиранням (в інших типах млинів).
- При руйнуванні «вільним ударом» спостерігається селективність дроблення, викликана різними характеристиками мінералів в подрібнюваній породі, що дозволяє на етапі дроблення і подрібнення відцентрово-ударним способом виділити в подрібнений продукт переважно одні мінерали, а в крупний продукт переважно інші мінерали, тобто процес збагачення руди відбувається на етапі дроблення і подрібнення. Застосування цього механізму вимагає спеціального дослідження для кожного завдання.
- Продувка повітрям відразу видаляє з камери подрібнення і, потім, з млина матеріал, який досяг крупності готового. Це дозволяє усунути переподрібнення (великого виходу тонких фракцій) і отримати порівняно вузьку криву розподілу частинок по крупності (порівняно з кульовими млинами).
- Основним робочим органом млина є прискорювач, завдання якого розігнати матеріал, але прискорювач не працює на руйнування матеріалу, а тому відчуває з боку матеріалу істотно менше абразивне і ударне навантаження, ніж робочі органи інших млинів. Тому знос у відцентрово-ударному обладнанні істотно менше, і працювати можна з міцними і абразивними матеріалами з високою ефективністю.
- За рахунок «вільного удару» і устрою прискорювача крупність живлення досягає 40 мм, а крупність готового може бути менше 200 мкм (і нижче), тому нормальна ступінь скорочення сягає 200.
- Використання класифікатора забезпечує стабільну крупність готового і відносно стабільний гранулометричний склад продукту, при змінних характеристиках міцності і крупності матеріалу. Змінюватися буде продуктивність.

## Особливості устрою ліній подрібнення
- Застосування відцентрово-ударних млинів за конструктивними особливостями вимагає обов'язкового використання супутнього обладнання: елеватора і повітряно-транспортної системи з системою аспірації. Наслідком цього є, з одного боку, зростання витрат на повітряно-транспортну систему, а з іншого боку, за рахунок істотної економії на витрати по власне подрібненню питоме енергоспоживання на тонну готового всього обладнання лінії подрібнення (млини і супутнього устаткування) виявляється нижче показників кульового млина. Порівняльна характеристика дає економію на енергоспоживанні від 35 %.
- Лінії подрібнення на основі відцентрово-ударних млинів являють в основному металоконструкції, які об'єднують основне обладнання, що займає більше місця, ніж інші млини порівняльної продуктивності, але мають меншу металоємність на 60 % і більше, не створюють вібронавантажень, і тому не вимагають спеціального фундаменту. Можуть експлуатуватися на відкритому повітрі при температурі вище -25 ° C (мінус 25 ° C).